# 點鰭蓑鮋
點鰭蓑鮋（學名：Pterois andover）為鮋科蓑鮋屬的其中一種，熱帶海水魚，分布於西太平洋印尼及巴布亞紐幾內亞海域，棲息深度3-70公尺，體長可達23公分，棲息在砂泥底質的珊瑚礁底層水域，生活習性不明。

## 扩展阅读
- 维基共享资源上的相關多媒體資源：點鰭蓑鮋
- 維基物種上的相關：點鰭蓑鮋